# Bruno Ier de Brunswick
Bruno Ier de Brunswick (né vers 960/980; † vers 1010/1011 avant 1014) issu de la lignée des Brunonides il fut comte de Brunswick, fief qu'il fonde à partir de ses possessions dans le Derlingau et le nord de la Thuringe.

## Origine incertaine
Bruno est traditionnellement considéré comme un des Brunonides, il serait un fils homonyme d'un comte Bruno de Derlingau ( † 972) et d'Hildeswinde, la fille du comte Wichmann II et descendant putatif d'un autre Bruno fils de Liudolf de Saxe ou le fils d'un comte Liudolf († 993). D'autres sources estiment qu'il est le fils d'Ekbert « le Borgne » comte dans l'Hastfalagau bien qu'il n'y ait aucune preuve de cette ascendante qui apparaît seulement probable par le fait que les mêmes noms sont portés par les deux familles et également la référence au Derlingau. Bruno selon l'Europäische Stammtafeln serait le frère de Wichmann [III] comte dans le Duffelgau et d'Ekbert comte dans le Derlingau. Wichmann [III] étant de son côté considéré comme le fils d'Ekbert.

## Biographie
En 990 il soutient Mieszko Ier de Pologne dans son conflit avec Boleslav II de Bohême.
Après la mort de Othon III du Saint-Empire, le dernier souverain de la lignée apparentée des Ottoniens il tente de faire valoir en 1002 ses droits au trône germanique. Toutefois l'intervention de l'évêque Bernard de Hildesheim fait prévaloir la candidature d'Henri de Bavière et met fin à ses ambitions.
Depuis la mort de son parent putatif Bruno de Saxe le duché de Saxe a été contrôlé par les descendants d'Otton Ier de Saxe ce qui a entraîné une perte d'influence des Brunonides et ce qui explique l'opposition de l'évêque de Hildesheim. Bruno est tué près de Niedorp dans sa résidence par Milo, comte d'Ammensleben.

## Union et postérité
Vers 1003/1005 Bruno épouse Gisèle de Souabe, la fille de Gerberge de Bourgogne et d'Hermann II de Souabe (probable petit-fils maternel de l'empereur Otton de Saxe ; Gisèle épouse ensuite
en 1014 Ernest Ier de Souabe puis en 1016 le futur empereur Conrad II), avec qui il a plusieurs enfants :
- Liudolf (né vers 1003 - † 23 avril 1038) ;
- une fille anonyme épouse Thiemo II comte de Formbach ;
- Gisèle (née vers 1005), qui épouse Berthold, comte de Sangerhausen.